# براخه

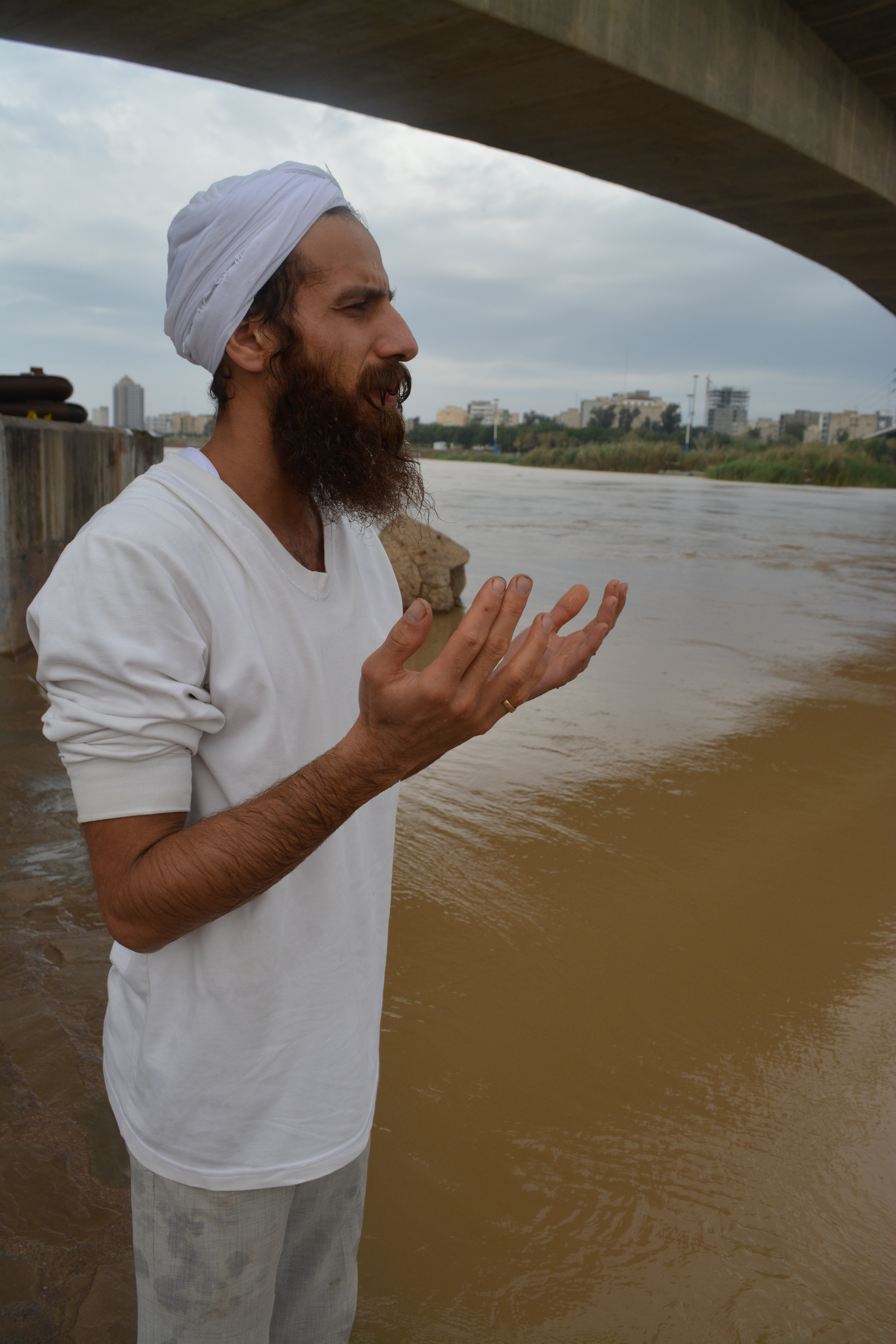
براخه در اهواز

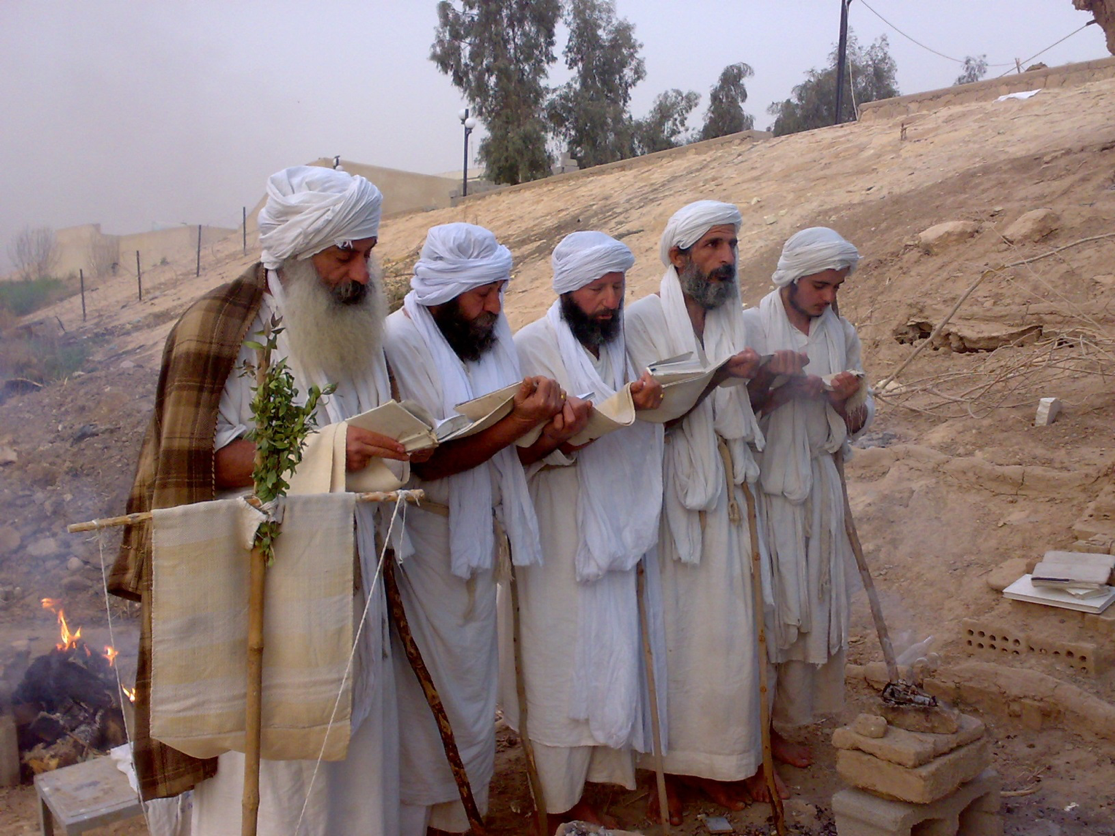
براخه در بغداد

براخه (مندایی: ࡁࡓࡀࡊࡀ) نماز و آئین عبادت مندائیان است. بر اساس احکام دینی مندائیان روزانه سه‌بار نماز می‌گزارند که در دین‌شان براخه نام دارد. نماز مندائی هفت قرائت دارد که نخستین آن‌ها با آیه (بوثه) توحید آغاز می‌شود. در هنگام برگزاری براخه مندائیان به سمت شمال و ستاره جدی می‌ایستند. نماز مندائیان سجده ندارد. برابر متون مندائی نماز در ابتدا هفت بار در روز بر آدم ابوالبشر واجب شد. اما در زمان حضرت یحیی به سه‌بار در روز کاهش یافت.